# 劉之鳳
劉之鳳（1570年—1640年），字雝鳴，河南中牟縣人。明朝政治人物。

## 生平
萬曆四十四年（1616年）丙辰科進士，歷南京監察御史。天啟時，因忤魏忠賢奪職。崇禎間，起故官，累遷刑部尚書，會范景文劾南京給事中荊可棟貪墨，下部訊，劉之鳳擬罪較輕，崇祯帝疑其受賄，下獄，滿朝無人敢言，瘐死獄中。

## 延伸阅读
[在维基数据编辑]
 《明史卷二百五十六》，出自《明史》